# بوزت
بوز ِت (به کرواتی: Buzet) شهری در ایستریا کشور کرواسی است که جمعیت آن در سال ۲۰۱۱ میلادی ۶٬۰۹۴ نفر بوده‌است.

## نگارخانه

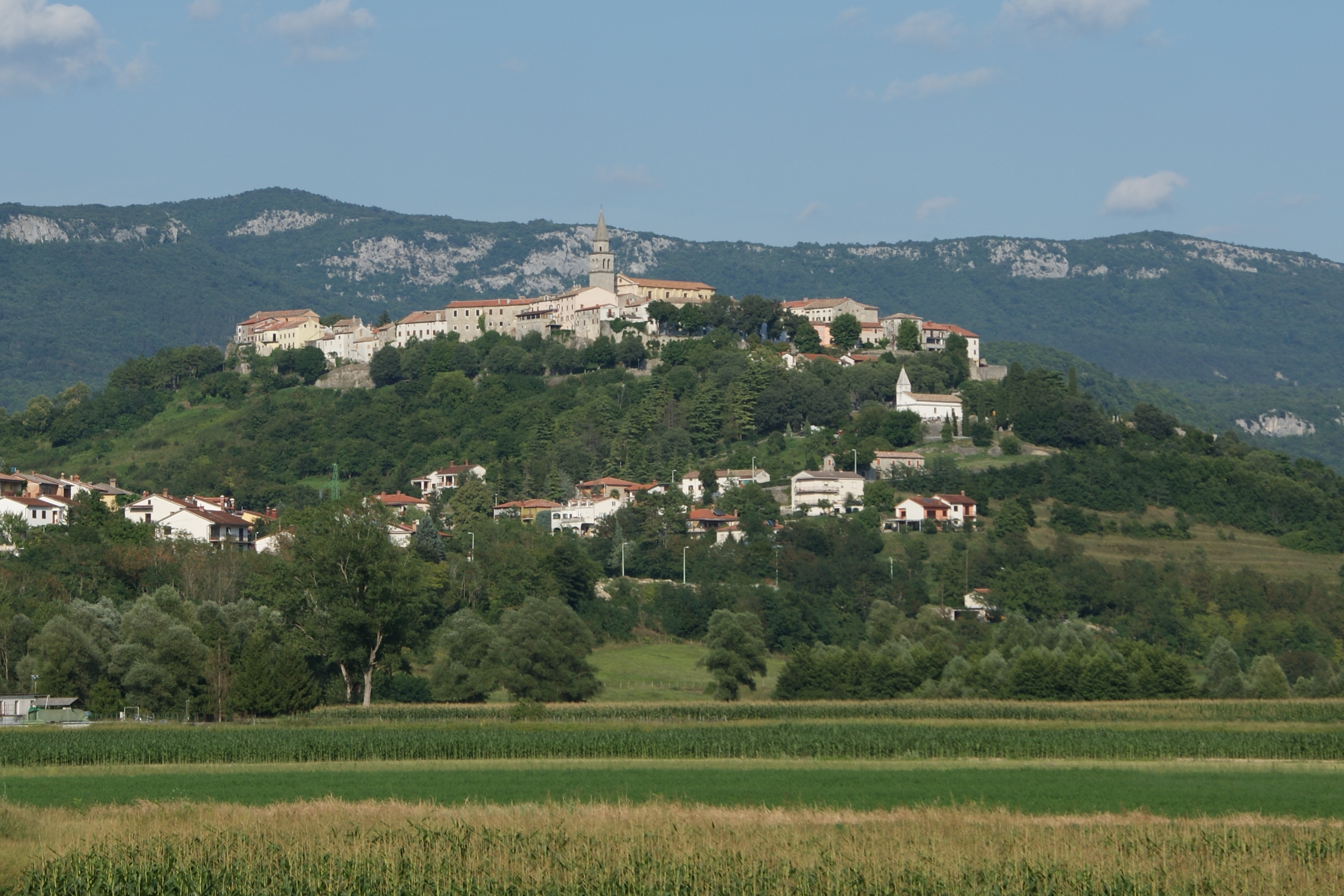
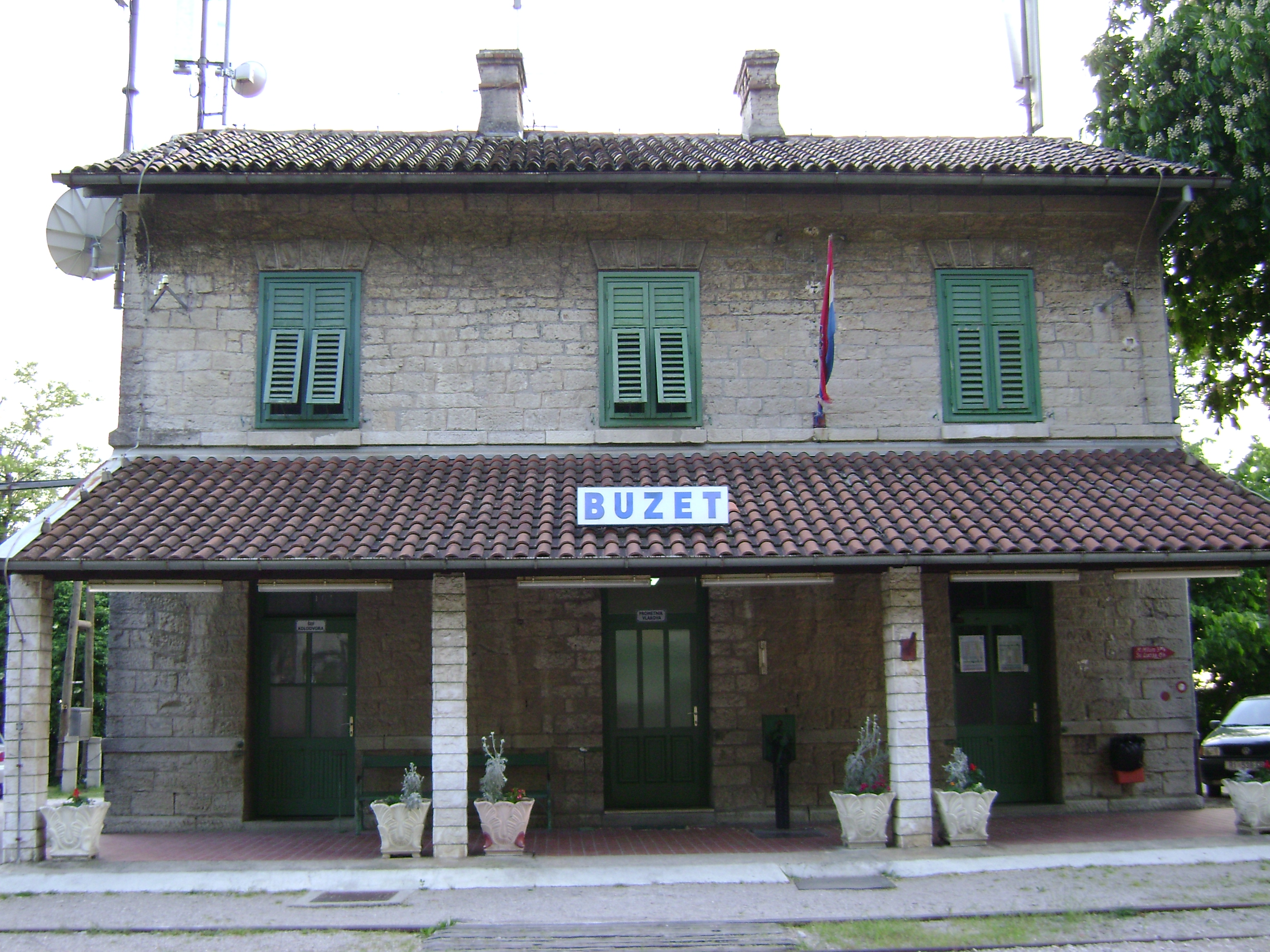
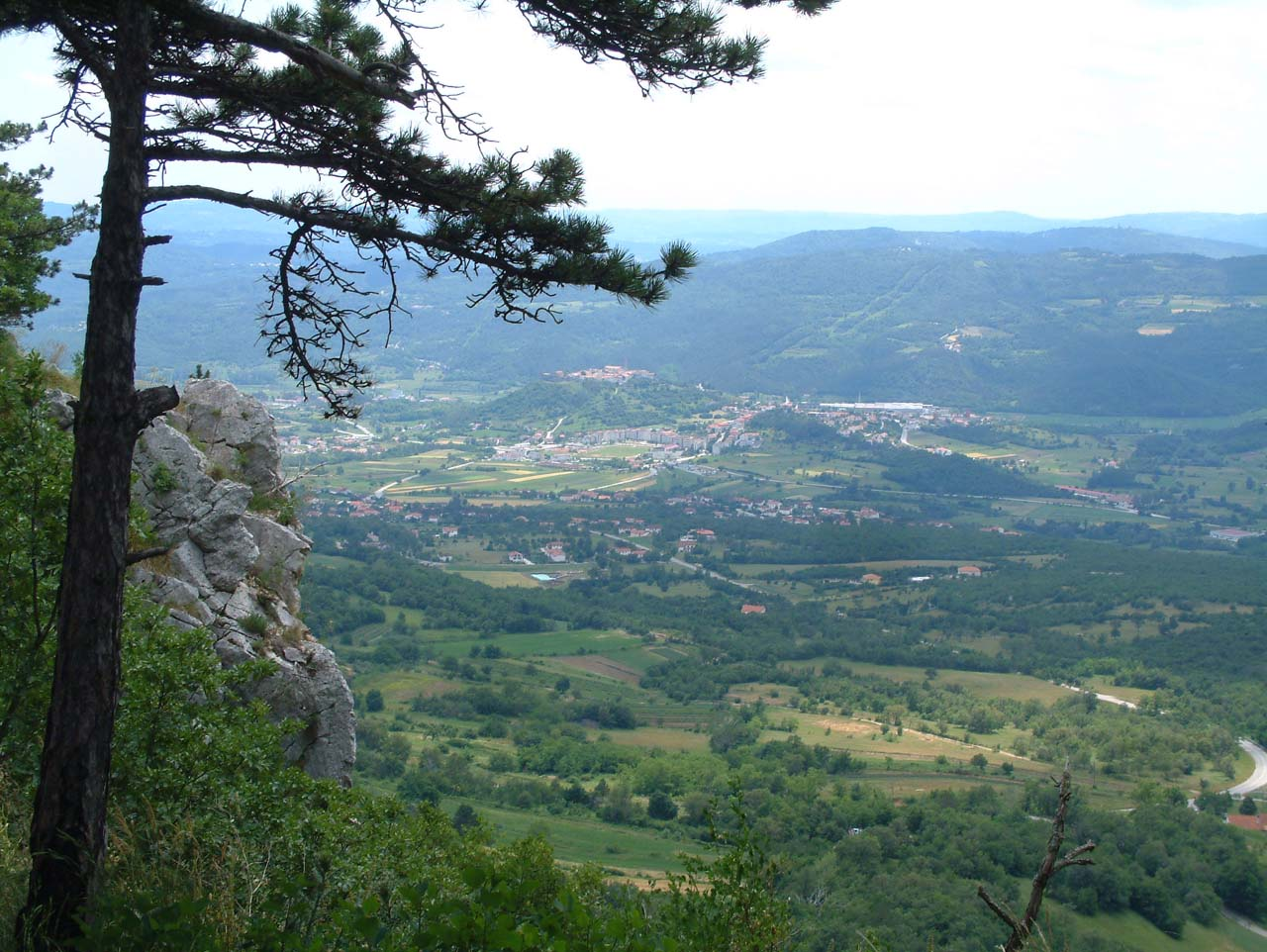